# Stephen M. Shore
Stephen M. Shore est un professeur et docteur en éducation autiste, exerçant à l'université Adelphi.

## Biographie
Stephen M. Shore s'est fait diagnostiquer un autisme régressif, puisqu'il a perdu sa capacité à parler avant l'âge de quatre ans, et ne l'a récupérée qu'après. Son centre d'intérêt spécifique est la musique. Il a rencontré des difficultés pour réussir des examens qui se présentaient dans des formats qu'il n'avait pas l'habitude d'utiliser, ce qui l'a conduit à abandonner son doctorat en musicologie. Toutefois, il a finalement obtenu un doctorat en éducation spécialisée. Il siège au conseil d'administration de Autism Speaks, et est l'un des deux premiers membres autistes du conseil d'administration de cette association. Il cherche à améliorer le sort et le potentiel des personnes concernées par les troubles du spectre de l'autisme. Il a dirigé l’Asperger's Association of New England, et a siégé au conseil de l′Autism Society of America.